# エメ・ミレー
エメ・ミレー（Aimé Millet、1819年9月28日 - 1891年1月14日）はフランスの彫刻家、彫金家、画家である。

## 略歴
パリに生まれた。父親のフレデリク・ミレー(Frédéric Millet: 1796-1859)はミニアチュール画家で、兄のエミール・ミレー(Émile Millet: 1813-1882)は作曲家になった。甥のジュリアン・ルイ・ミレー(Julian Louis Millet: 1856-1923)は建築家になった。
ベルサイユの学校(Collège de Versailles)を卒業した後、パリの王立絵画学校(後の国立高等装飾美術学校)で学び、17歳になった1836年にエコール・デ・ボザールに入学した。ダヴィッド・ダンジェやヴィオレ・ル・デュクから彫刻を学んだ。
1862年に国民美術協会が創設されると副理事長に任じられた。
1870年から国立高等装飾美術学校の教授となり10年ほどその仕事を続けた。教えた学生にはルイ・マジョレルやルイ・キャプドヴィル、ジョン・ワルツ、アンリ・カミーユ・ダンジェらがいる。
1878年のパリ万国博覧会では、会場のトロカデロ宮殿に当時の6人の有力な彫刻家が選ばれて、それぞれ六大陸を象徴する像を制作した。ミレーは南アメリカを象徴する像を制作した。後に六大陸の像はオルセー美術館に移された。
レジオンドヌール勲章（シュヴァリエ）を受勲した。

## 作品

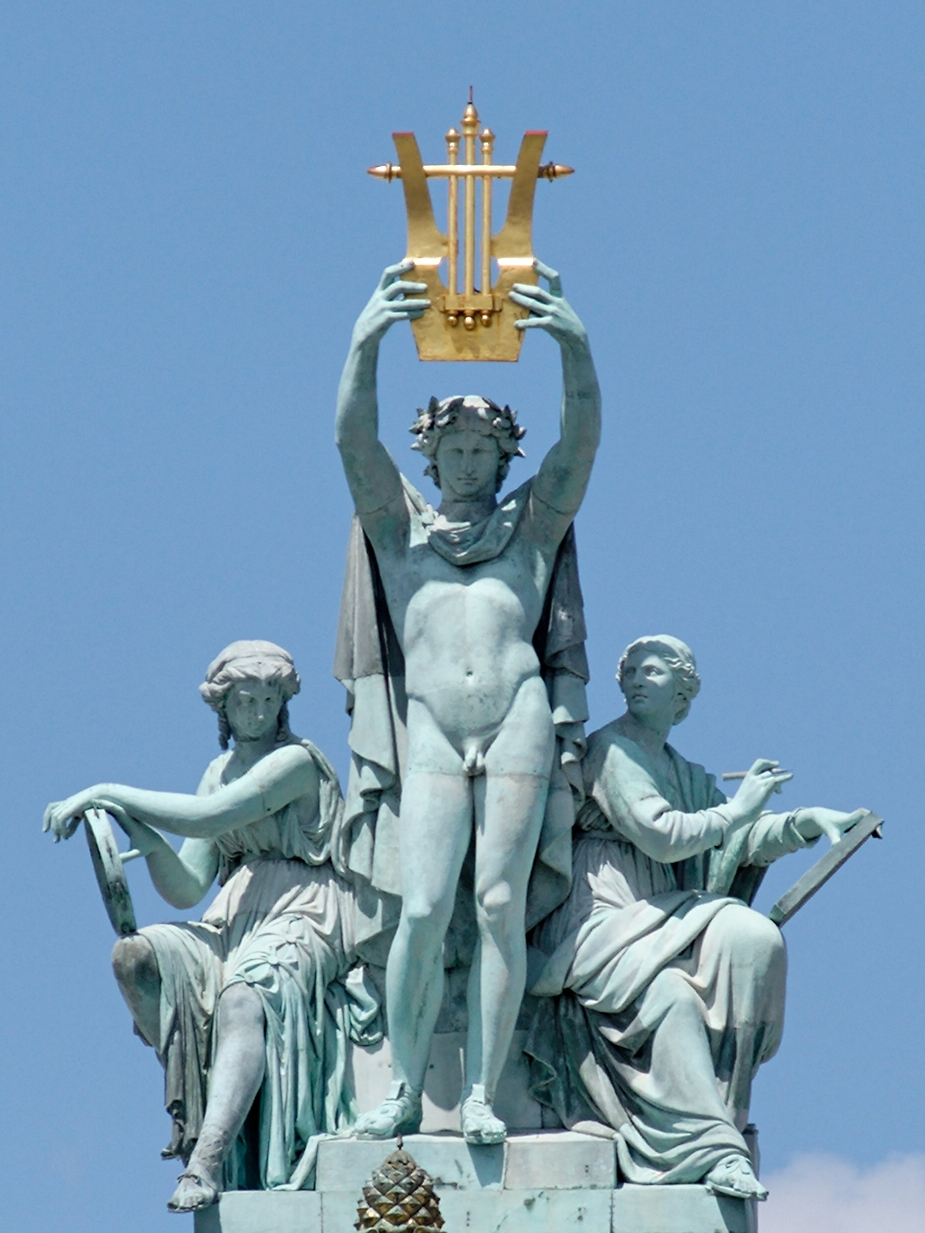
パリ・オペラ座の像、Apollo, Poetry, and Music
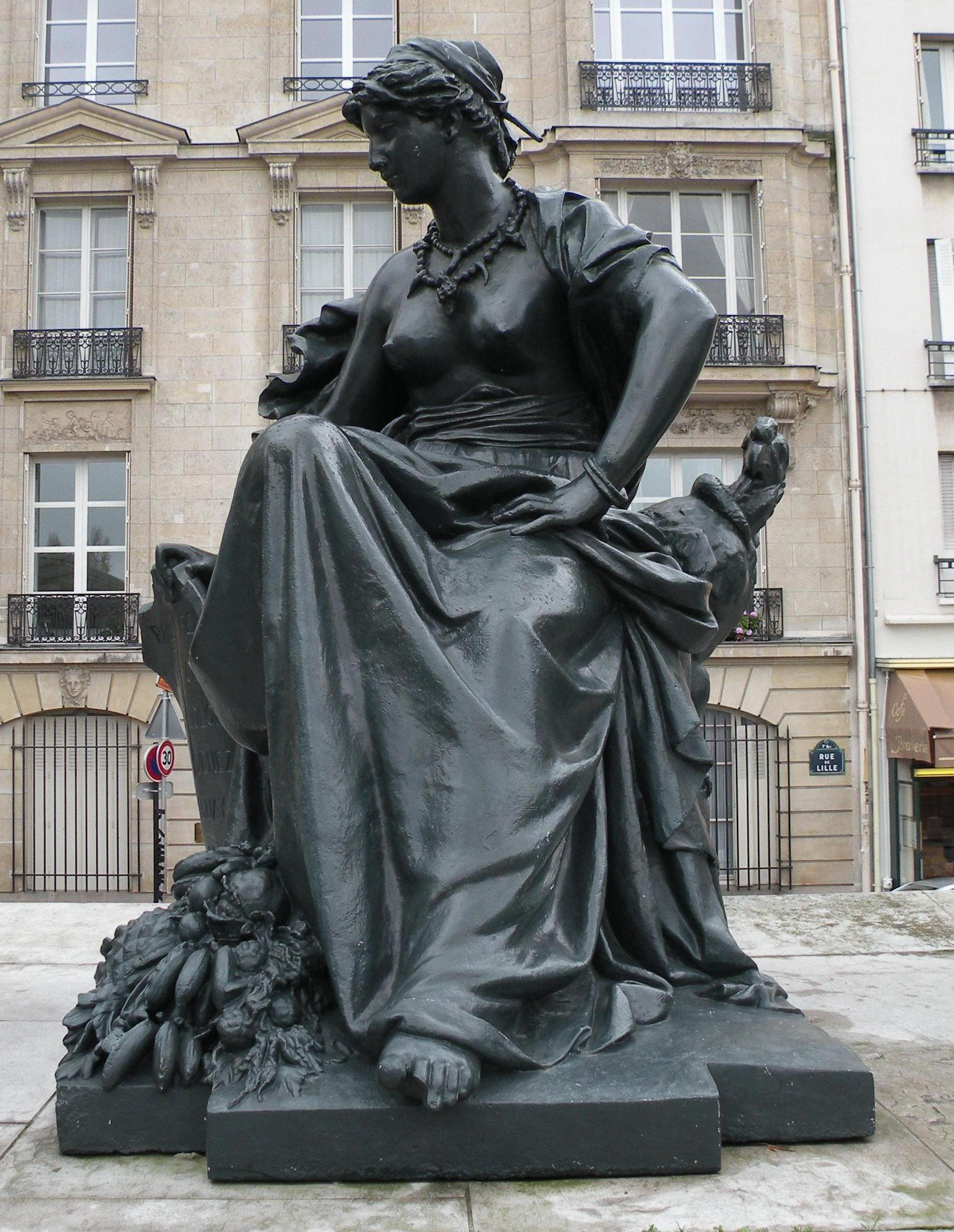
1878年のパリ万博で展示された各大陸の像「南アメリカ」
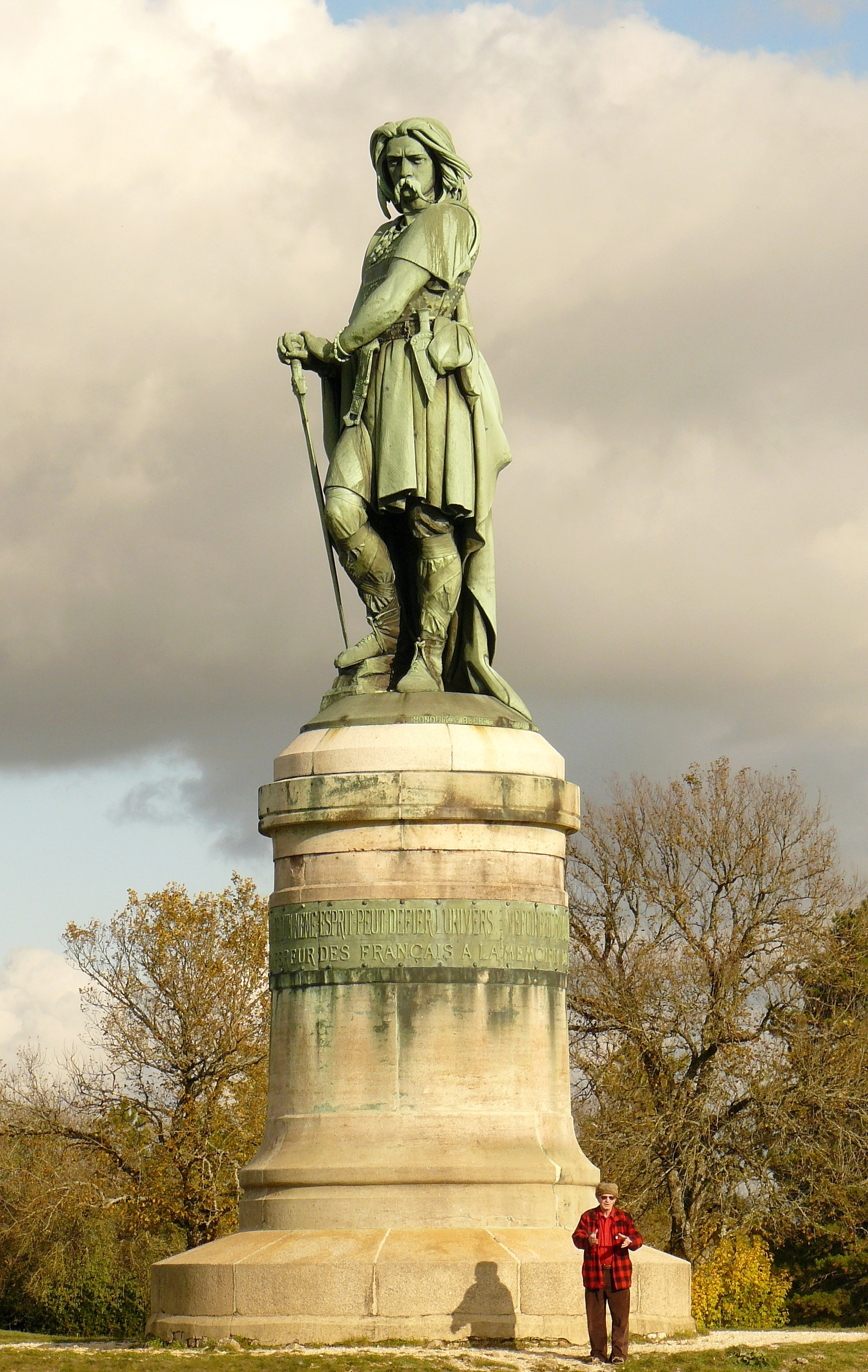
アリーズ＝サント＝レーヌのウェルキンゲトリクスの像
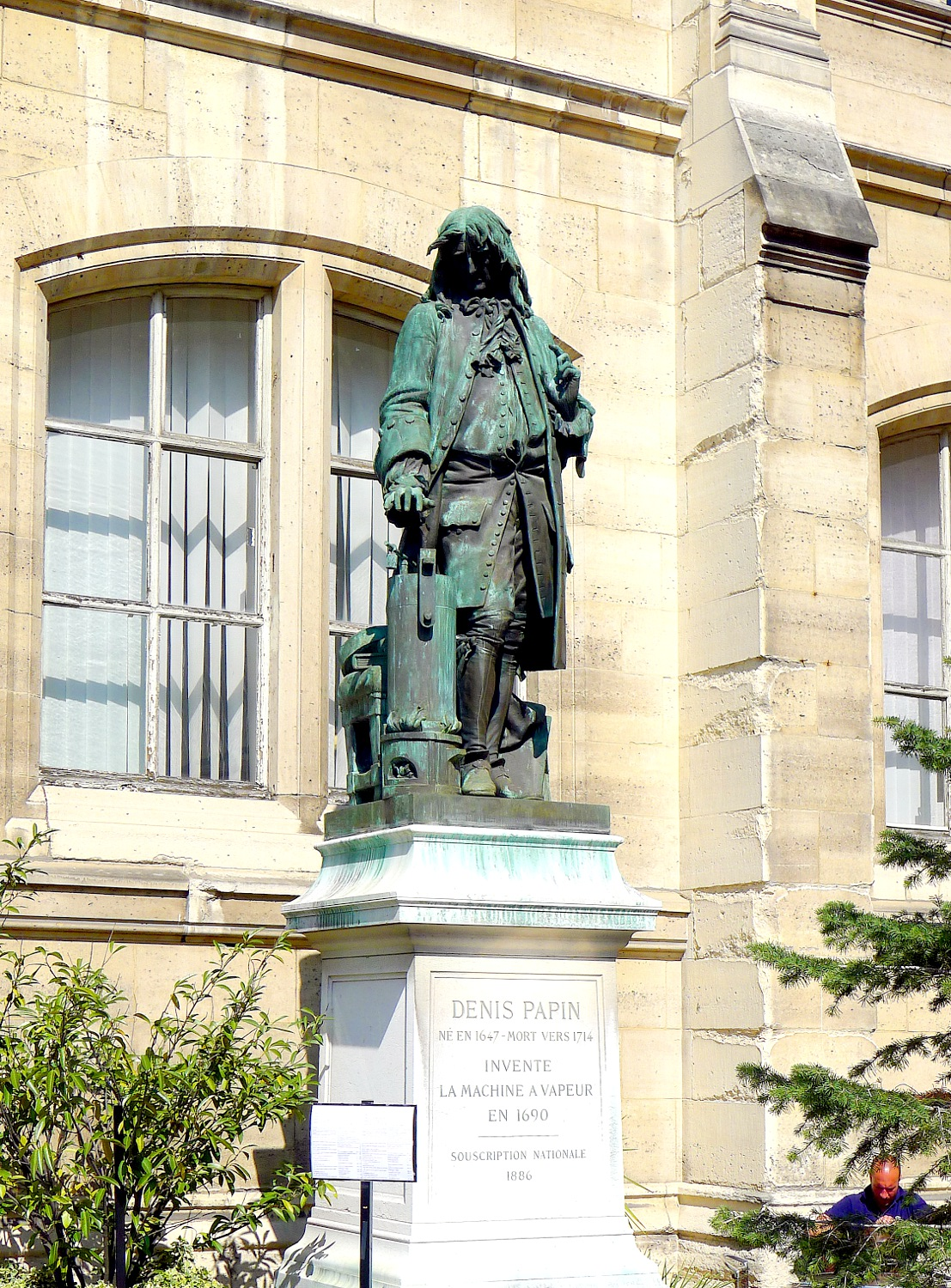
ドニ・パパン-発明家